# Wilhelm Gustav Becker
 Wilhelm Gustav Becker (russisch Василий Васильевич Беккер; * 23. November 1812 in Reval (Tallinn); † 29. März 1874 in Sankt Petersburg)  war ein deutschstämmiger russischer Arzt, Pharmakologe und Hochschullehrer.

## Familie
Wilhelm Gustav Becker war der zweitälteste Sohn von Friedrich Wilhelm Becker (* 4. Januar 1773 in Oberlichtenau bei Pulsnitz; † 21. Oktober 1847 in Kiew) aus Sachsen, der als Lehrer, später Professor, für römische Literatur und Hofrat zunächst in das Baltikum und später in die Ukraine gezogen war. Seine Mutter war Anna Margarethe Friederike Becker, geborene von Hueck (* 4. Juli 1788 in Reval (Tallinn); † 30. Oktober 1847 in Kiew). Ein Bruder des Friedrich Wilhelm Becker war Christian Gottfried Becker (* 2. September 1771 in Oberlichtenau; † 23. Oktober 1820 in Chemnitz). Christian Gottfried Becker jun. war der erste Großindustrielle in Chemnitz und hatte maßgeblichen Anteil daran, dass sich Chemnitz zu einem Textilzentrum entwickelte.
Friedrich Wilhelm Becker hatte, neben Wilhelm Gustav noch zwei weitere Söhne den späteren Altphilologen, Archäologen Paul Adam von Becker (russisch Пауль Адам Васильевич Беккер; 1808–1881) und den Juristen Friedrich Woldemar Adam Becker (1825–1848).
Wilhelm Gustav Becker war mit Katharina von Strocka (* 13. Mai 1822 in Machniwka; † 22. Mai 1847 in Kiew) verheiratet sie hatten einen lebenden Sohn Alfred Stanislaus von Becker (* 20. Mai 1847). Katharina Becker verstarb peripartal.

## Leben und Wirken
In Reval besuchte Wilhelm Gustav Becker das Gustav-Adolf-Gymnasium. Nach seinem Abschluss im Jahre 1830 trat er in die Medizinische Fakultät der Kaiserlichen Universität Dorpat ein. Sein Studium beschloss er, im Jahre 1833, mit dem Abschlussdiplom als „Arzt-Chirurg“. Sodann begann er mit seiner Promotionsarbeit, die er im Jahre 1836 verteidigte. Der Titel seiner ophthalmologischen Promotionsschrift lautete „De iritidis diagnosi recte constituenda“ (1836).
In den Jahren 1833 bis 1834 ging er zur beruflichen Weiterbildung nach Berlin. Zurück im Russischen Kaiserreich praktizierte er von 1837 bis 1843 als sogenannter Apanagenarzt, also einem Arzt der Apanagenverwaltung in Alatyr im Gouvernement Simbirsk. Schon im Jahre 1843 rief man ihn zum außerordentlichen Professor für „Ärztliche Stoffkunde und Rezeptur“ an der Universität Kiew, eine Tätigkeit, die er dann bis 1845 einnahm. Überlappend ab dem Jahre 1844 bis 1845 hielt er Vorlesungen in theoretischer Chirurgie und Ophthalmometrie an derselben Universität. Für Becker waren die Grundlagen der Augenheilkunde von einer exakt-mathematisch bzw. Physiologischen Seite her zu betrachten. Schließlich wurde er 1845 zum ordentlichen Professor für Pharmakologie und allgemeine Therapie in Kiew berufen. Er beschloss seine dortige Lehrtätigkeit im Jahre 1859.
Weitere ärztliche Tätigkeiten waren mit dem Jahre 1858 sein praktizieren als Konsultant im Krankenhaus des „Instituts für adlige Mädchen“ in Kiew.
Zur Vertiefung seines Könnens delegierte man ihn 1858 für sechs Monate zur Weiterbildung ins Ausland.

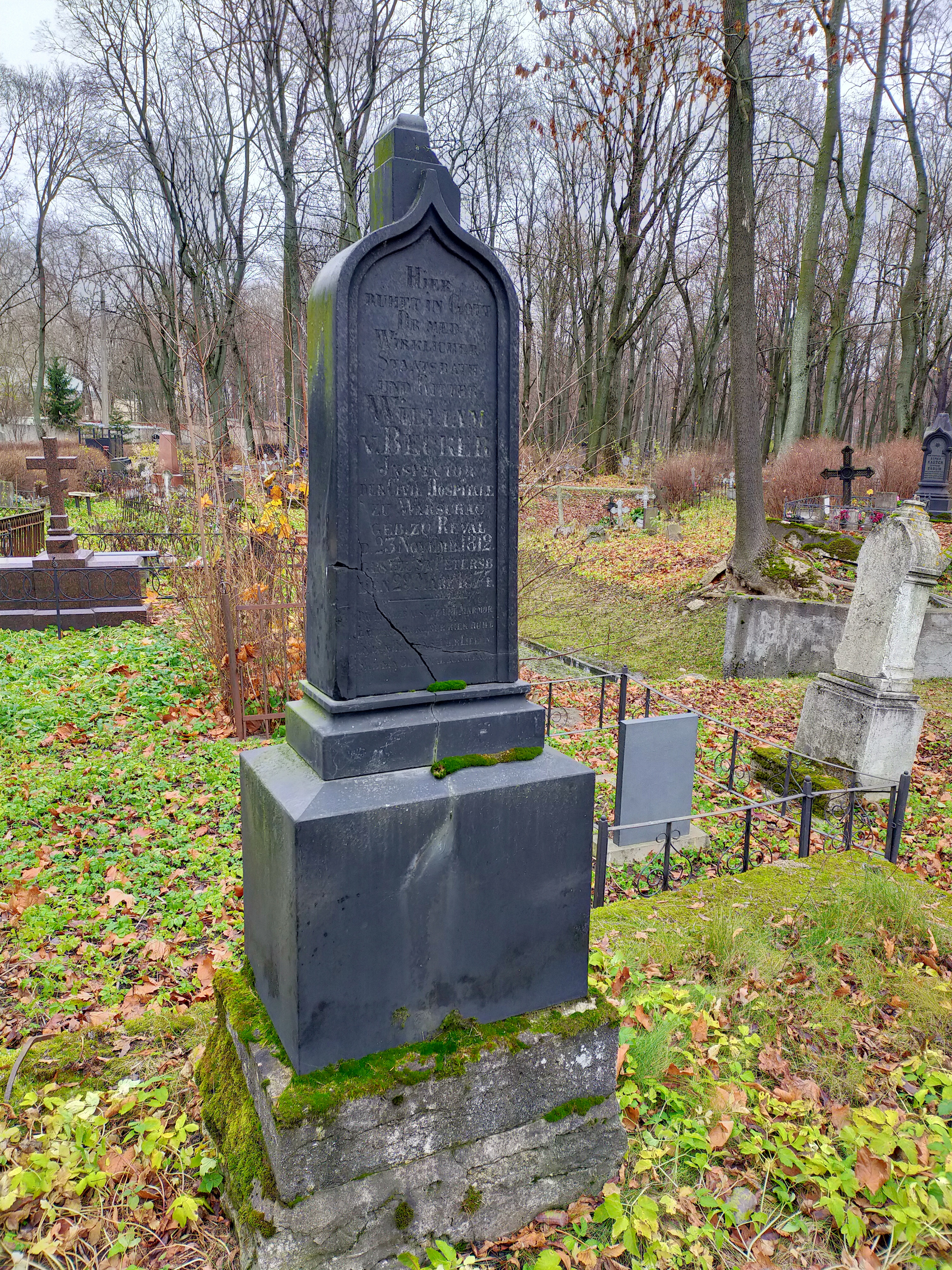
Wilhelm Gustav von Becker (1812-1874) Grabstätte auf dem Wolkowo-Friedhof, Sankt Petersburg.

Schon ab dem 21. Dezember 1859 trat er zunächst in den Ruhestand ein und übersiedelte nach Dresden. Hier lebte er bis 1866 um dann wieder nach Russland zurückzukehren. In Dresden bzw. im Kurfürstentum Sachsen lebten auch weitere Angehörige seiner weit verzweigten Familie. Sodann, ab dem Jahre 1867 bis 1870 wird er „Vorsteher der Medizinischen Verwaltung von Polen“ und von 1870 bis 1874 „medizinischer Inspektor der Zivilkrankenhäuser in Warschau“ und über denselben Zeitraum von 1870 bis 1874 noch beratendes Mitglied der Medizinal-Abteilung im Ministerium für Innere Angelegenheiten des russischen Reiches (russisch Министерство внутренних дел Российской империи).

## Ehrungen, Auszeichnungen
An Auszeichnungen und Ehrungen erhielt er 1840 eine Goldene Uhr und 1842 einen Brillantring von Zar Nikolaus I. (1796–1855) für Verdienste als Apanagenarzt, dann 1852 wurde ihm der Titel „Wirklicher Kaiserlich Russischer Staatsrat“ (russisch действительный статский советник) angetragen. Es folgten 1854 der Sankt Anna-Orden 2. Klasse und 1858 der Sankt Stanislav-Orden 2. Klasse mit der Kaiserlichen Krone.

## Veröffentlichungen (Auswahl)
- De iritidis diagnosi recte constituenda. J. C. Schuenmann, Dissertationsschrift Dorpat 1836,